# اینپور
اینپور (به لاتین: Ainpur) یک منطقهٔ مسکونی در بنگلادش است که در استان چیتاگونگ واقع شده‌است.